# Mike Teti
Mike Teti, född den 20 september 1956 i Upper Darby i USA, är en amerikansk roddare.
Han tog OS-brons i åtta med styrman i samband med de olympiska roddtävlingarna 1988 i Seoul.